# Dorfkirche Friedersdorf (Rückersdorf)

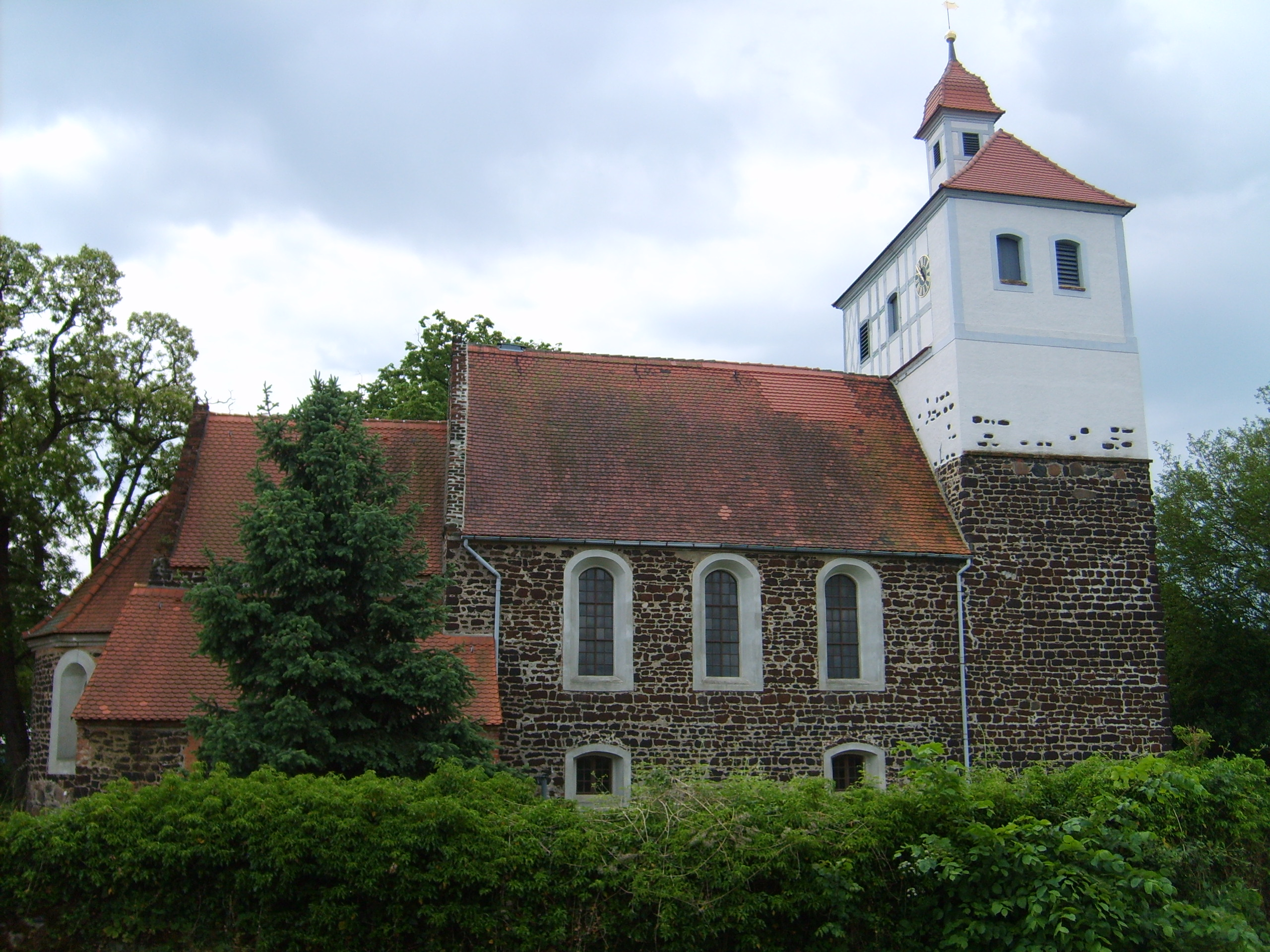
Dorfkirche Friedersdorf

Die evangelische Dorfkirche Friedersdorf ist ein denkmalgeschütztes Kirchengebäude im Ortsteil Friedersdorf in der südbrandenburgischen Gemeinde Rückersdorf im Landkreis Elbe-Elster.
Der aus dem 13. Jahrhundert stammende Saalbau aus Raseneisenstein befindet sich vom ehemaligen Friedhof umgeben auf dem alten Dorfanger des Ortes. In ihrem Inneren befindet sich unter anderem ein vom Dresdner Orgelbauer Johann Heinrich Gräbner d. Ältere geschaffener Orgelprospekt, welcher als der älteste in der Elbe-Elster-Region gilt.

## Baubeschreibung und -geschichte

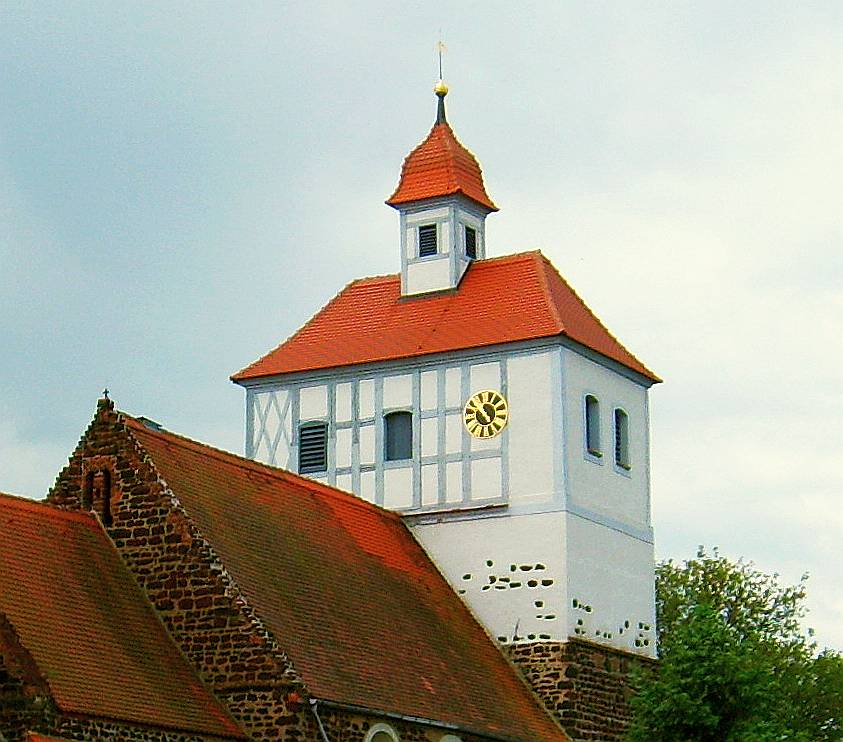
Kirchturm

Die Kirche im um 1200 begründeten Friedersdorf, das ab 1217 zum Besitz des Klosters Dobrilugk gehörte, hat im Kern eine frühgotische Gestalt und ist eines der ältesten Bauwerke der Region. Ihre Bauzeit wird bereits auf die erste Hälfte des 13. Jahrhunderts datiert.
Bei dem Bauwerk handelt es sich um einen langgestreckten Saalbau aus Raseneisenstein mit Feldsteinsockel, an dessen Kirchenschiff im Osten der eingezogene quadratische Chor mit einer halbrunden Apsis angeschlossen ist. Westlich des Schiffs befindet sich ein bauzeitlicher Kirchturm. Dessen Oberteil entstand allerdings erst im Jahr 1722 in Fachwerkbauweise aus Backstein. Der Turm wurde mit einem Walmdach versehen, auf welchem sich ein kleiner quadratischer Dachreiter mit Laterne und Schweifhaube befindet. Auf der das Bauwerk krönenden Wetterfahne ist die Jahreszahl 1722 zu sehen. An der Nordseite des Chors ist eine Sakristei zu finden, die im Kern ebenfalls bereits aus dem 13. Jahrhundert stammt. Im Süden des Chors ist ein spätmittelalterlicher Anbau aus Mischmauerwerk davorgesetzt.
Dieser südliche Anbau verdeckt eine an der Südseite vorhandene spitzbogige Priesterpforte, deren gotische Eisenbeschläge am Türblatt noch recht gut erhalten sind. Während das später im Westen eingebrochene rundbogige Portal im Laufe der Zeit wieder zugemauert wurde, ist an der Südseite des Langhauses eine weitere Pforte zu finden. Ursprünglich wie die Priesterpforte spitzbogig, ist sie heute rundbogig ausgeführt. Ähnliche Veränderungen erfolgten bei den Fenstern des Kirchenschiffs. Auch sie hatten ursprünglich eine spitzbogige Gestalt und wurden dann korbbogig vergrößert. Die Fenster der Apsis besitzen dagegen noch ihre ursprüngliche schmale Lanzettenform.

## Ausstattung (Auswahl)

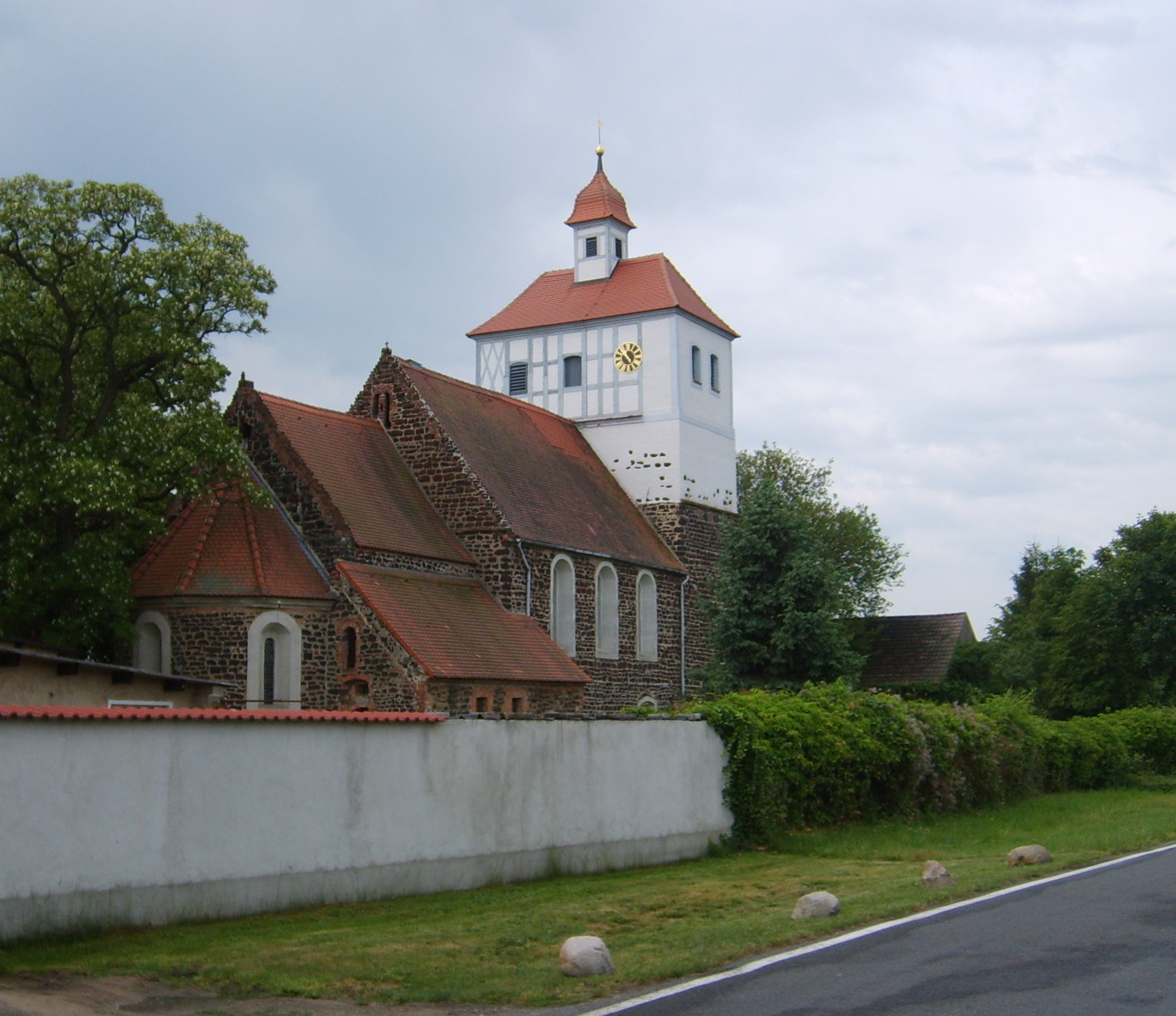
Nordöstliche Ansicht

Das Innere der Kirche ist von einer flachen Holzdecke im Langhaus und an der Nord- und Südseite befindliche Emporen geprägt. Breite Spitzbögen verbinden die Halle des Kirchturms mit dem Kirchenschiff und dem sich anschließenden Chor. Die Decke im Chor besitzt ein Kreuzgewölbe. In der Apsis, zu welcher man durch einen Rundbogen gelangt, ist eine hölzerne Halbkuppel zu finden. Ihr ursprüngliches Gewölbe ging im Verlauf der Zeit verloren.
An den Wänden befinden sich Malereien, welche zum Teil noch im 13. Jahrhundert geschaffen wurden. Die Emporen der Kirche waren ursprünglich doppelgeschossig ausgeführt, sie wurden bei Restaurierungsarbeiten im Jahre 1956 reduziert und präsentieren sich seither eingeschossig. Der polygonale Kanzelkorb hat seinen Ursprung im 17. Jahrhundert.
Zu den weiteren Ausstattungsstücken zählt eine aus dem 13. Jahrhundert stammende große runde steinerne Taufe mit kelchförmiger Kuppa auf kurzem Schaft mit Fuß. Ein in der Kirche vorhandenes Kruzifix ist barocken Ursprungs. Zwei Glocken der Kirche werden auf das 13. Jahrhundert datiert.

## Orgel
Das heute in der Kirche zu sehende Instrument ist eine Orgel, welche 1984 die Bad Liebenwerdaer Orgelbaufirma Voigt schuf. Der mit Schnitzereien versehene Prospekt stammt allerdings noch von einer Orgel, welche im Jahre 1699 der Dresdner Orgelbauer Johann Heinrich Gräbner d. Ältere (1665–1739) schuf. Damit ist es der älteste Orgelprospekt in der Region Elbe-Elster. Auch die eigentlich 12 Register fassende Manuallade und die Manualklaviatur stammen noch aus der alten Orgel, die sich ursprünglich in der Jüterboger Mönchenkirche befand. Die Orgel besitzt eine mechanische Schleiflade, fünf Register auf einem Manual und Pedal.
Die Disposition:
| I Manual C–g3 |    |
| Gedackt       | 8′ |
| Principal     | 4′ |
| Rohrflöte     | 4′ |
| Oktave        | 2′ |
| Mixtur III–IV |    |

| Pedal C–f1 |
| angehängt  |

- Koppeln: I/P

## Grabmäler

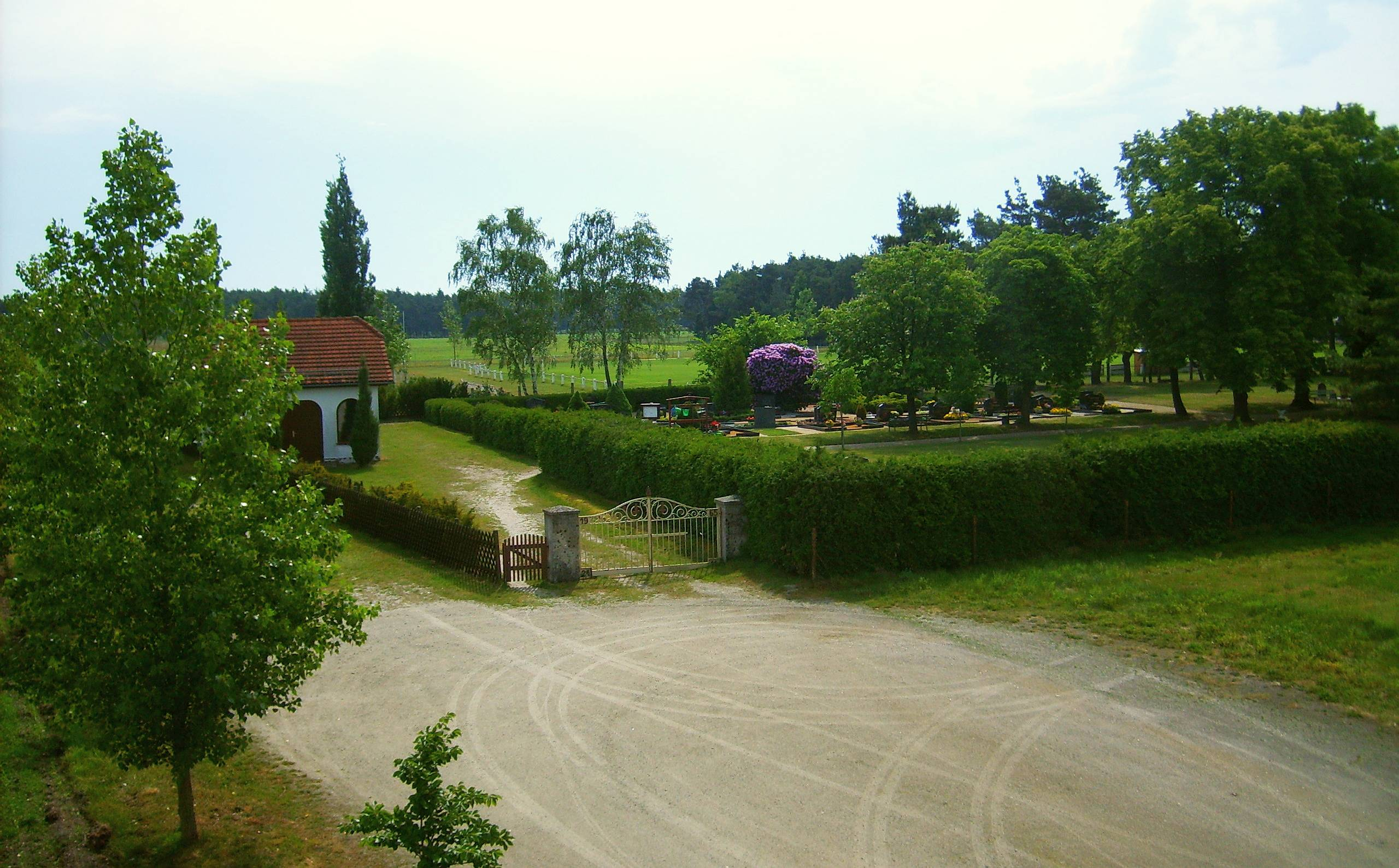
Friedersdorfer Friedhof

Die Friedersdorfer Kirche ist vom ehemaligen Friedhof des Ortes umgeben. Der heutige Friedhof befindet sich nahe dem Ortsausgang in Richtung Rückersdorf. Im Inneren der Kirche ist noch ein hölzernes Epitaph der Rebecca Wolffermann († 1626) zu finden. Ein erhaltener Grabstein ist der des Jacobus Hebenstreit († 1683).

## Pfarrhaus und Kirchgemeinde Friedersdorf
Unmittelbar neben der Kirche ist das Friedersdorfer Pfarrhaus zu finden. Der eingeschossige Ziegelbau entstand inschriftlich im Jahre 1901. Das Bauwerk ist mit einem Krüppelwalmdach versehen. Im Gebäude sind über den Türen Bibelzitate zu finden. Das Pfarrhaus steht heute, wie die benachbarte Kirche mit seinen aus derselben Zeit stammenden Nebengebäuden (Stall und Toilettenhaus) unter Denkmalschutz.
Friedersdorf ist heute Teil der evangelischen Kirchengemeinde Friedersdorf, zu welchem neben Friedersdorf, auch Oppelhain, Rückersdorf und Gruhno gehören. Die Kirchgemeinde befindet sich im Kirchenkreis Niederlausitz der Evangelischen Kirche Berlin-Brandenburg-schlesische Oberlausitz, kurz EKBO.